# Leszkoven László
Leszkoven László (Nyíregyháza, 1971. május 11. – ) egyetemi docens, jogi szakíró.

## Életpályája
Leszkoven László 1985 és 1989 között a nyíregyházi Vasvári Pál Gimnáziumba járt, majd 1990-ben a Miskolci Egyetem Állam- és Jogtudományi Karára iratkozott be, ahol 1995-ben szerzett diplomát. 2007-ben PhD oklevelet szerzett.
2000-től folytat ügyvédi tevékenységet a Borsod-Abaúj-Zemplén Megyei Ügyvédi Kamara tagjaként.
2002 szeptemberében az Igazságügyi Minisztérium felkérésére a tulajdonjog-fenntartás intézményéről készített kodifikációs tanulmányt, továbbá részt vett a fiduciárius hitelbiztosítékok kodifikálását tárgyaló, valamint az anyagi értékpapírjoggal foglalkozó szakmai bizottságok munkájában is.
2006. októberétől az általa alapított Leszkoven Ügyvédi Iroda tagja.
2007-től a Miskolci Egyetem Állam- és Jogtudományi Karának oktatója, egyetemi docens.
2011-től a Pro Futuro jogi folyóirat szerkesztőbizottsági tagja.
Főleg polgári joggal, ezen belül a szerződésbiztosítékokkal foglalkozik. Rendszeresen jelennek meg olyan publikációi, melyekre utóbb szakmai vitákban gyakran hivatkoznak.
Kedvtelésből népmesék kutatásával is foglalkozik.

## Társasági tagságai, egyéb szakmai tevékenységei
- 2007-től az MTA Gazdasági és Jogtudományi Osztály Állam- és Jogtudományi Bizottságának tagja.[1]

## Díjai, elismerései
- Tudományos díj (2008, Magyar Tudományos Akadémia)[9]
- Pro Notariis Hungariae – A magyar közjegyzőkért díj (2009, Magyar Országos Közjegyzői Kamara)[10]
- Kiváló Oktató oklevél (2011, Miskolci Egyetem Hallgatói Önkormányzata)[11]

## Főbb művei

### Könyvei
- A váltó, mint kötelem (171 oldal, Novotni Alapítvány, 1999)
- Az ingó tulajdonjog-fenntartás elméleti megközelítése Archiválva 2015. október 10-i dátummal a Wayback Machine-ben (233 oldal, Miskolci Egyetem, 2007)
- A kezességi szerződés (144 oldal, Hatra Mag, 2009) ISBN 9789630684927
- A lélek nyelvén (120 oldal, Hatra Mag, 2013) ISBN 9789630873468
- Kötelmi jog (társszerkesztő, 360 oldal, Novotni Alapítvány, 2015) ISBN 978-9639360969
- Szerződésszegés a polgári jogban (401 oldal, Complex, 2016) ISBN 9789632955834
- Hitelbiztosítékok Archiválva 2016. november 19-i dátummal a Wayback Machine-ben (társszerző, HVG-Orac, 2016) ISBN 9789632583129

### Cikkei
- A bizalmi (fiducirius) biztosítékokról (társszerző, Polgári jogi kodifikáció, 2004/1-2., 23-33. o.)
- Gondolatok a szerződés-engedményezés jogi természetéről (társszerző, Polgári jogi kodifikáció, 2004/4., 17-24. o.)
- A készfizető kezességi jog jellegéről. Egy jogegységi határozat kapcsán. (Gazdaság és Jog, 2010/11.)
- Szerződéses biztosítékok változása az új Ptk.-ban (Gazdaság és Jog, 2014/2., 3-8. o.)
- Az általános szerződési feltételek útján létrejövő szerződések (Gazdaság és Jog, 2014/10., 3-9. o.)